# Chalais-Verschwörung
Die Chalais-Verschwörung war eine Verschwörung, die 1626 in Frankreich stattfand und sich gegen Kardinal Richelieu, den ersten Minister Ludwigs XIII. und gegen diesen selbst, der seinen Minister unterstützte, richtete. Es war die erste (aber nicht die letzte) Verschwörung des Adels gegen den Minister. Diese wird sich ganz auf die Heirat von Gaston, dem Bruder des Königs, und das Fehlen von Nachkommen Ludwigs XIII. konzentrieren und diesen dauerhaft mit seiner Frau Anne d’Autriche entzweien.
Die Verschwörung wurde nach Henri de Talleyrand-Périgord, Graf von Chalais, benannt, nicht weil er der eigentliche Anstifter war, sondern weil er das wichtigste Instrument war, dessen sich beide Seiten bedienten.

## Geschichte der Verschwörung

### Ursprünge

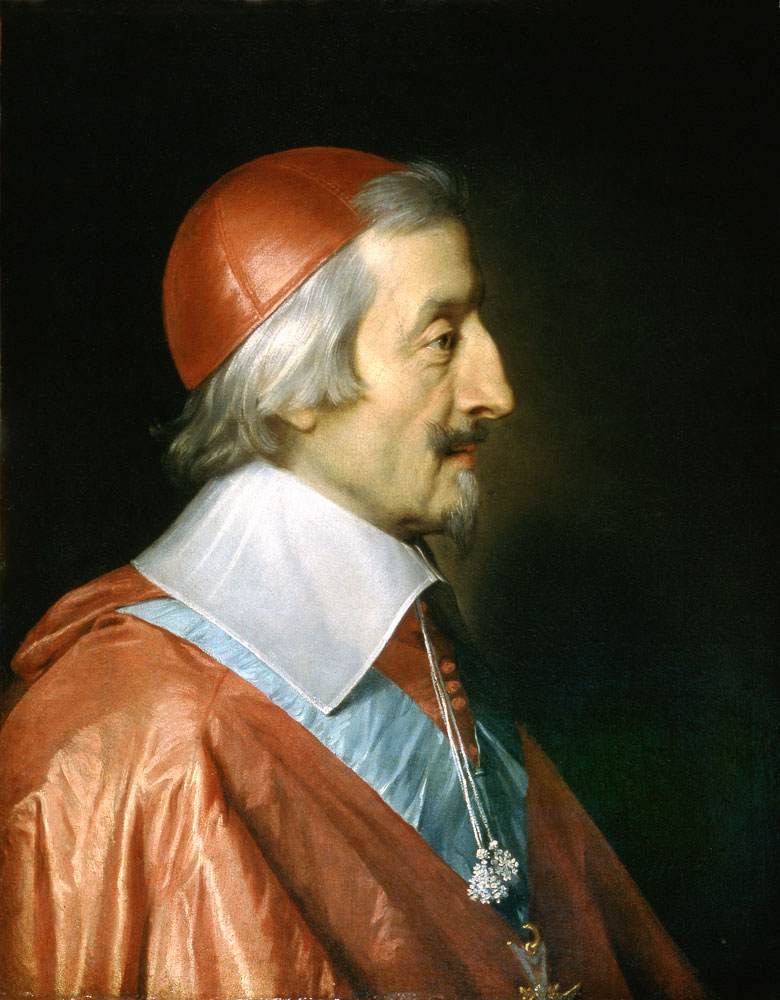
Kardinal de Richelieu nach Philippe de Champaigne, 1642.

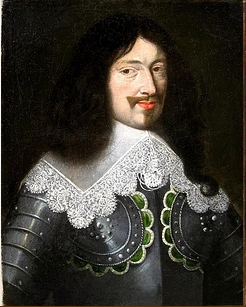
Ludwig XIII., Justus Suttermans zugeschrieben, 17. Jahrhundert

Ludwig XIII. und Richelieu wollten, dass der Bruder des Königs, Gaston de France, genannt „Monsieur“, heirate. Dieser junge Mann (17 Jahre) war zu diesem Zeitpunkt der einzige Thronfolger: Da der König noch keinen Erben hatte, konnte er seinem Bruder eine Allianz aufzwingen, um jede Annäherung des Thronfolgers an ausländische Mächte zu unterbinden und seinen Bruder besser zu kontrollieren. Ihre Wahl fiel auf Mademoiselle de Montpensier. Gaston, der von seinem Statthalter Marschall d’Ornano gedrängt wurde, wollte um nichts in der Welt diese reiche Erbin heiraten, und um ihn herum hatte sich eine Partei der „Heiratsabneigung“ versammelt.
D’Ornano wurde bereits aufgrund falscher Anschuldigungen von Charles I. de La Vieuville, dem Surintendenten der Finanzen, ins Gefängnis gesteckt; obwohl er wieder auf freien Fuß gesetzt und zum Marschall von Frankreich ernannt wurde, trieb ihn sein Groll auf die Seite seines Herrn. Königin Anne d’Autriche interessierte sich für das Projekt, da die königliche Nachkommenschaft nur von ihr abhängen sollte; Marie de Rohan, Herzogin von Chevreuse, eine große Feindin des Kardinals und Surintendente de la Maison de la Reine, beteiligte sich an diesem Beginn der Verschwörung.
Auch andere Adlige wie der Graf von Soissons (Freier von Mlle de Montpensier), der Fürst von Condé, die Fürstin von Conti und ihr Geliebter, der Marschall Bassompierre, schlossen sich dem Unternehmen an. Auch die Halbbrüder von Ludwig XIII. und Gaston, César (Herzog und Gouverneur der Bretagne) und Alexandre de Vendôme (Großprior von Frankreich), mischten sich ein und wollten nicht nur Richelieu, sondern auch Ludwig XIII. loswerden, um Gaston auf den Thron zu setzen. Die Verschwörer planten, dass der zukünftige König die Königin heiratet; César würde zur grauen Eminenz des Monarchen werden (anstelle von Ornano), und Anne würde sich auf dem französischen Thron halten.
So schlossen sie sich mit dem eigenen Bruder des Königs zusammen, um gegen die wachsende Autorität Richelieus und gegen die Infragestellung des aristokratischen Systems zugunsten eines monarchischen Systems zu intrigieren.

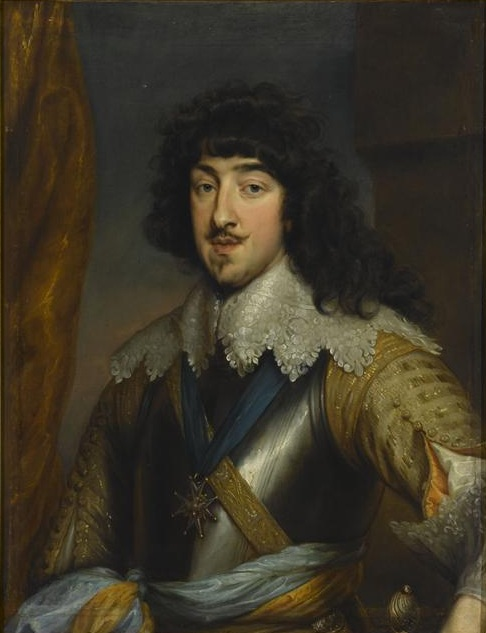
Gaston de France
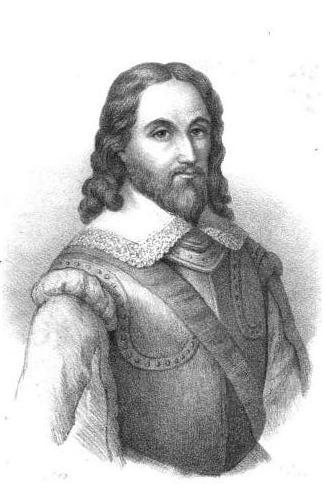
Marschall Ornano
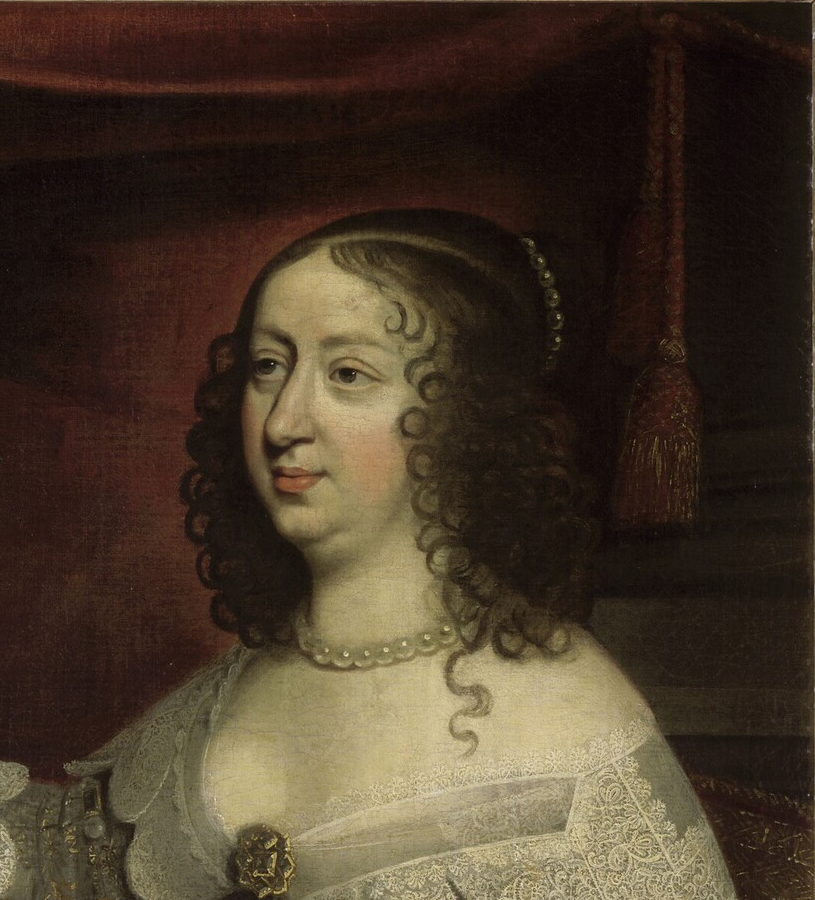
Königin Anne d’Autriche
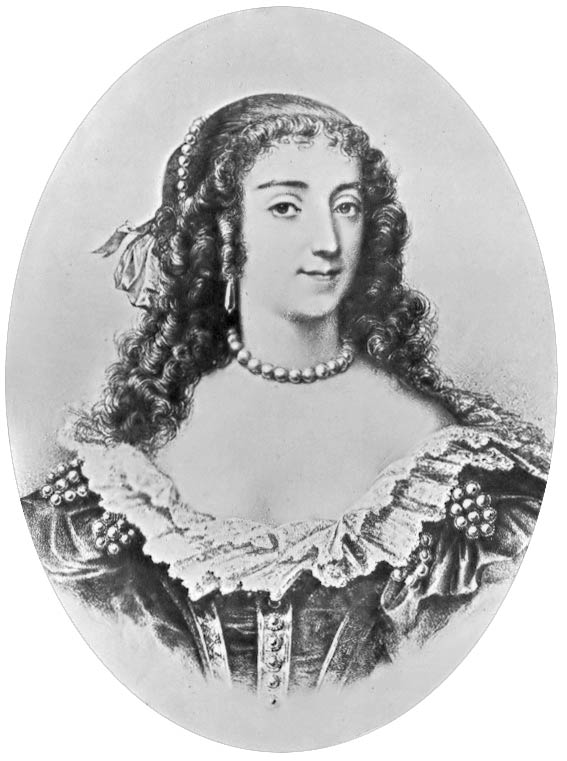
Die Duchesse de Chevreuse
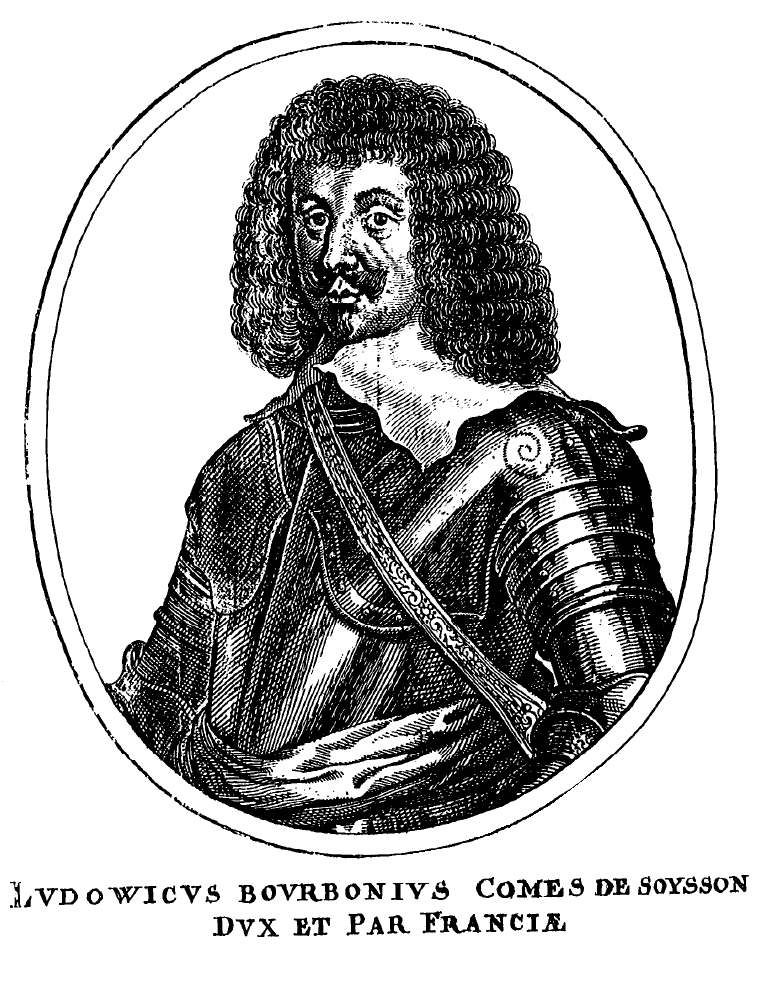
Der Comte de Soissons
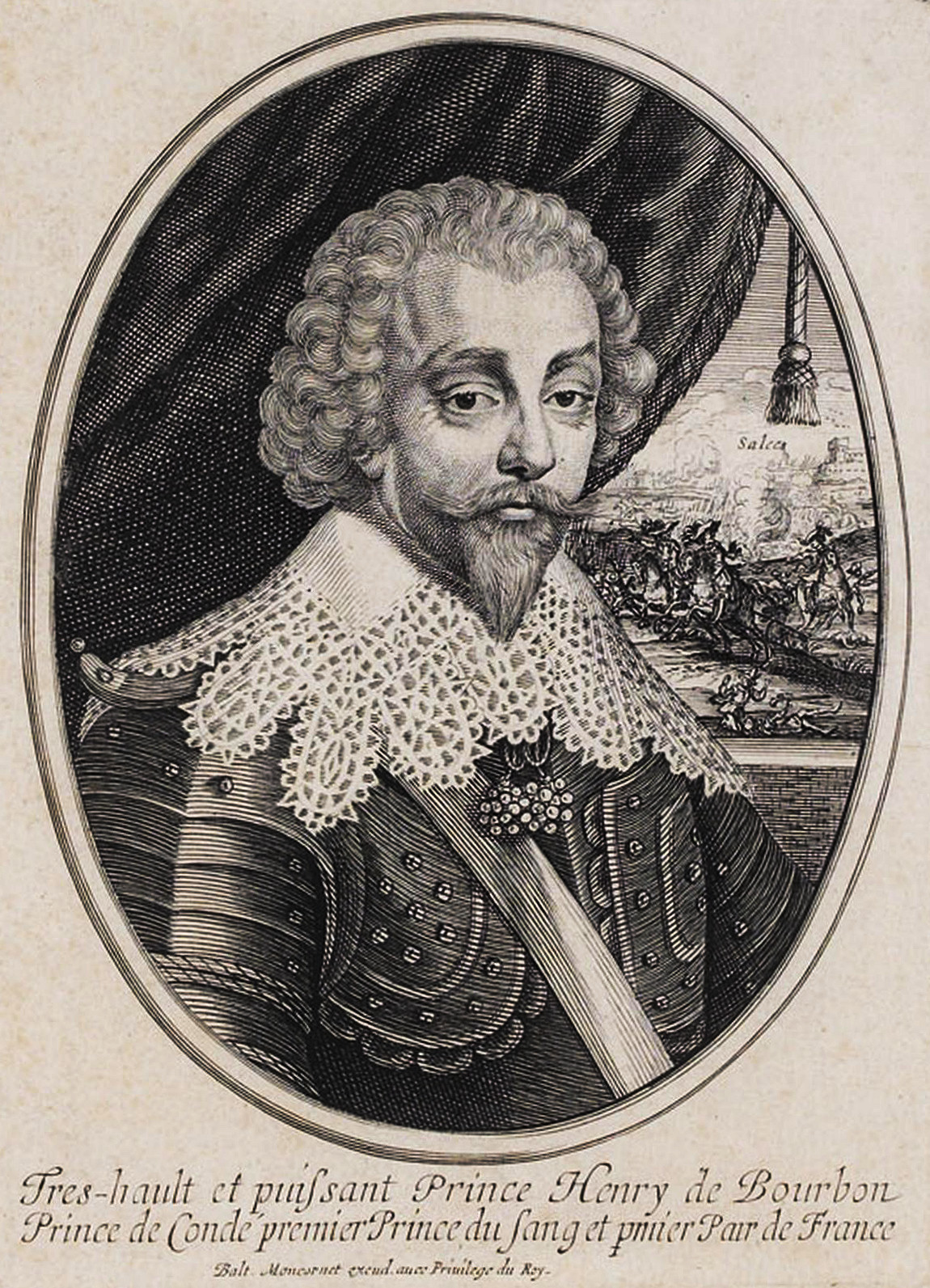
Der Prince de Condé
Marschall Bassompierre
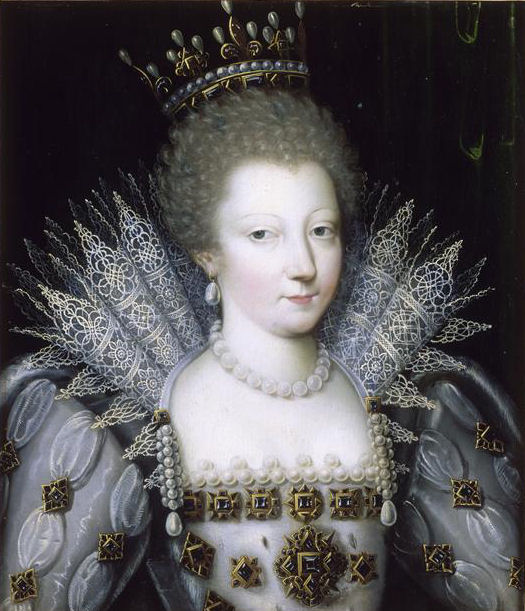
Die Princesse de Conti
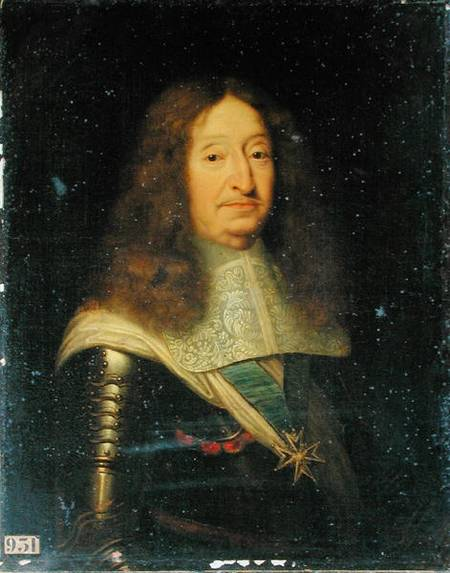
César de Vendôme

## Ablauf
Der Graf von Chalais, ein Edelmann aus dem Hause des Königs, wurde von diesem sehr geschätzt und zum Maître de la Garde-robe ernannt. Chalais heiratete 1623 Charlotte von Kastilien; wegen dieser Ehe tötete er im Duell einen Mann, der behauptete, der Liebhaber seiner Frau zu sein. Da das Duell verboten war, ergriff der Hof Partei für oder gegen Chalais. Der Bruder des Königs und seine Freunde unterstützten den Grafen, was diesen näher an das Haus des Monsieur brachte. Im Jahr 1626 versuchte die Herzogin von Chevreuse, ihn zu verführen, um von seiner Nähe zum König zu profitieren. Chalais verfiel ihrem Charme und näherte sich der Partei Gastons weiter an. Der König seinerseits ließ Marschall d’Ornano am 4. Mai in der Bastille einsperren, nachdem dieser für Gaston Kontakte zu den Höfen von England und Savoyen geknüpft hatte.
Es wurde ein Mordplan ausgeheckt, um Richelieu in seinem Haus in Fleury-en-Bière zu ermorden, als Gaston den Kardinal besuchte. Anlässlich eines Streits zwischen den Gentlemen, die Monsieur begleiten, sollte Chalais Richelieu mit seinem Degen ermorden. Chalais vertraute sich jedoch seinem Onkel, dem Komtur von Valençay des Malteserordens, an, der ihm befahl, dem König und dem Kardinal die ganze Angelegenheit zu gestehen.
Nachdem sie diesen Plan am 11. Mai vereitelt hatten (Richelieu stellte Monsieur sein Haus zur Verfügung, während er sich an einen anderen Ort begab), baten diese Chalais, die Verschwörung auszuspionieren, und bereiteten die Verhaftung der Protagonisten vor. Der Siegelbewahrer, Kanzler d’Aligre, der Gaston nahestand, musste zurücktreten und wurde durch Michel de Marillac ersetzt. Gaston wurde hart belehrt und musste am 31. Mai ein Dokument unterzeichnen, das seine Verbindung mit dem König und seiner Mutter bekräftigte. Am selben Tag gab der Prinz von Condé die Verschwörung auf.
Der Hof zog nach Nantes, um an den États de Bretagne teilzunehmen. Am 13. Juni 1626 in Blois wurden die Brüder Vendôme verhaftet und in Amboise und später im Schloss Vincennes eingesperrt. Monsieur versöhnte sich mit seinem Bruder, stimmte der Idee einer Heirat zu und erhielt das Herzogtum Orléans als Apanage. Doch die Verschwörung kam nicht zur Ruhe, und Chalais wurde entgegen seiner Rolle als Spion immer stärker in sie hineingezogen. Der Komtur von Valençay warnte Richelieu vor dem erneuten Seitenwechsel seines Neffen. Es war die Rede davon, Monsieur heimlich nach Metz zu schicken. Chalais kontaktierte nacheinander den Marquis de la Valette, den Gouverneur der Stadt, und dann dessen Vater, den Herzog von Epernon. In Nantes wurde Gaston vor dem König, Richelieu, der Königinmutter und dem neuen Siegelbewahrer Marillac erneut zur Rede gestellt und gestand die gesamte Affäre, wobei er seine ehemaligen Komplizen belastete.

### Schicksal der Verschwörer
Chalais wurde am 8. Juli verhaftet (man nimmt an, dass ein ehemaliger Freund von ihm, Louvigny, seine kriminellen Absichten gegen den König verraten hatte) und in Nantes im Franziskanerkonvent vor Gericht gestellt. Ludwig XIII. hatte dem Siegelbewahrer alle Vollmachten erteilt, um eine gerichtliche Untersuchung der Vorfälle durchzuführen. Nach einem umfassenden Geständnis (das nur die Verdächtigungen des Kardinals bestätigte) wurde er am 18. Juli wegen Majestätsbeleidigung zum Tode verurteilt. Seine Freunde hielten den Henker davon ab, seine Arbeit zu tun, aber ein zum Tode Verurteilter (der zu diesem Zweck begnadigt wurde) übernahm die Aufgabe auf der Place du Bouffay. Der Henker benutzte ein Schwert, dann einen Dolch, hatte aber Schwierigkeiten mit der Enthauptung: Beim zwanzigsten Schlag der Axt war Chalais noch am Leben, und es dauerte bis zum neunundzwanzigsten Schlag (oder dreißigsten Schlag), bis der Verurteilte tot war.
Die Herzogin von Chevreuse flüchtete sich zum Herzog von Lothringen. D’Ornano starb am 2. September im Gefängnis, bevor er vor Gericht gestellt werden konnte. Alexander von Vendôme starb 1629 ebenfalls im Gefängnis; César blieb bis 1630 inhaftiert, wurde dann ins Exil geschickt und kehrte 1632 nach Frankreich zurück. Der Marschall von Bassompierre und die Prinzessin von Conti fielen erst nach der Journée des dupes im Jahr 1631 in Ungnade.
Gaston heiratete Mademoiselle de Montpensier und erhielt als Mitgift die Herzogtümer Orléans und Chartres, erweitert um die Grafschaft Blois. Seine Frau starb im folgenden Jahr bei der Geburt und hinterließ nur eine Tochter (die Grande Mademoiselle), sodass die Intrigen um Monsieur kurz darauf wieder aufflammen konnten.